# Anastasija Dieżniowa
Anastasija  Iwanowna Dieżniowa (ros. Анастасия Ивановна Дежнёва; ur. 13 czerwca 1983) – rosyjska zapaśniczka walcząca w stylu wolnym. Szósta w Pucharze Świata w 2005 i siódma w 2003. Mistrzyni świata juniorów w 2001 roku.
Wicemistrzyni Rosji w 2005 roku.